# Anakondy: Polowanie na krwawą orchideę
Anakondy: Polowanie na krwawą orchideę (tytuł oryg. Anacondas: The Hunt for the Blood Orchid) – film fabularny z pogranicza horroru i thrillera akcji produkcji amerykańskiej z 2004 roku, jednocześnie sequel filmu Anakonda (1997). Główną rolę w filmie powierzono Johnny’emu Messnerowi.
Film zebrał słabe recenzje, zarobił niewiele, ledwo zwracając koszty produkcji. Powstały jednak dwie kolejne kontynuacje filmu, zrealizowane jako produkcje telewizyjne. W pierwszej z nich wystąpił David Hasselhoff.
Anakondy: Polowanie na krwawą orchideę stało się pierwszym hollywoodzkim projektem w historii, którego premiera odbyła się na wyspach Fidżi. Anakondy nie żyją na Borneo w południowej Azji, lecz w Ameryce Południowej.

## Fabuła
W niebezpiecznej i niedostępnej dżungli wyspy Borneo rośnie wyjątkowy kwiat, zwany „krwawą orchideą”. Dzięki swojemu tajemniczemu składowi chemicznemu, ma on szczególne właściwości – zapewnia bowiem ludziom wieczną młodość. Nic zatem dziwnego, że zdobycie cudownej orchidei jest pokusą nie do odparcia. Ulega jej także grupa naukowców-farmakologów, spragnionych sławy i majątku. Elitą dowodzą doktor Jack Byron i Gordon Mitchell. Jednak dotarcie do najmroczniejszego zakątku tropików ostatecznie okazuje się nie być fascynującą przygodą, lecz walką o przeżycie, ponieważ aby zerwać tę niezwykłą orchideę, trzeba najpierw pokonać jej niebezpiecznego, potężnego strażnika – gigantyczną anakondę.

## Obsada
- Johnny Messner – Bill Johnson
- KaDee Strickland – Sam Rogers
- Matthew Marsden – dr. Jack Byron
- Nicholas Gonzalez – dr. Ben Douglas
- Eugene Byrd – Cole Burris
- Karl Yune – Tran
- Salli Richardson – Gail Stern
- Morris Chestnut – Gordon Mitchell
- Andy Anderson – John Livingston
- Nicholas Hope – Christian Van Dyke
- Peter Curtin – prawnik

## Produkcja
Film kręcono w trzech państwach: w Republice Wysp Fidżi, Stanach Zjednoczonych (Oklahoma City) oraz Nowej Zelandii. Lwią część zdjęć zrealizowano jednak na Fidżi, przede wszystkim na rzece Navua oraz w mieście Deuba. Okres zdjęciowy trwał ponad miesiąc − prace na planie ruszyły 31 sierpnia a zakończyły się w październiku 2003 roku.
By otrzymać rolę główną byłego komandosa Billa Johnsona, aktor Johnny Messner musiał wszcząć intensywne prace nad własną sylwetką.

## Box office
| USA | US$ 32,238,923 |